# Четвёртый Курильский пролив
Четвёртый Курильский пролив — пролив в Тихом океане, отделяет острова Онекотан и Маканруши от островов Парамушир и Анциферова. Соединяет Охотское море и Тихий океан. Пролив находится в акватории Сахалинской области.
Длина около 30 км. Минимальная ширина 54 км. Максимальная глубина свыше 1110 м. Берег обрывистый, гористый.

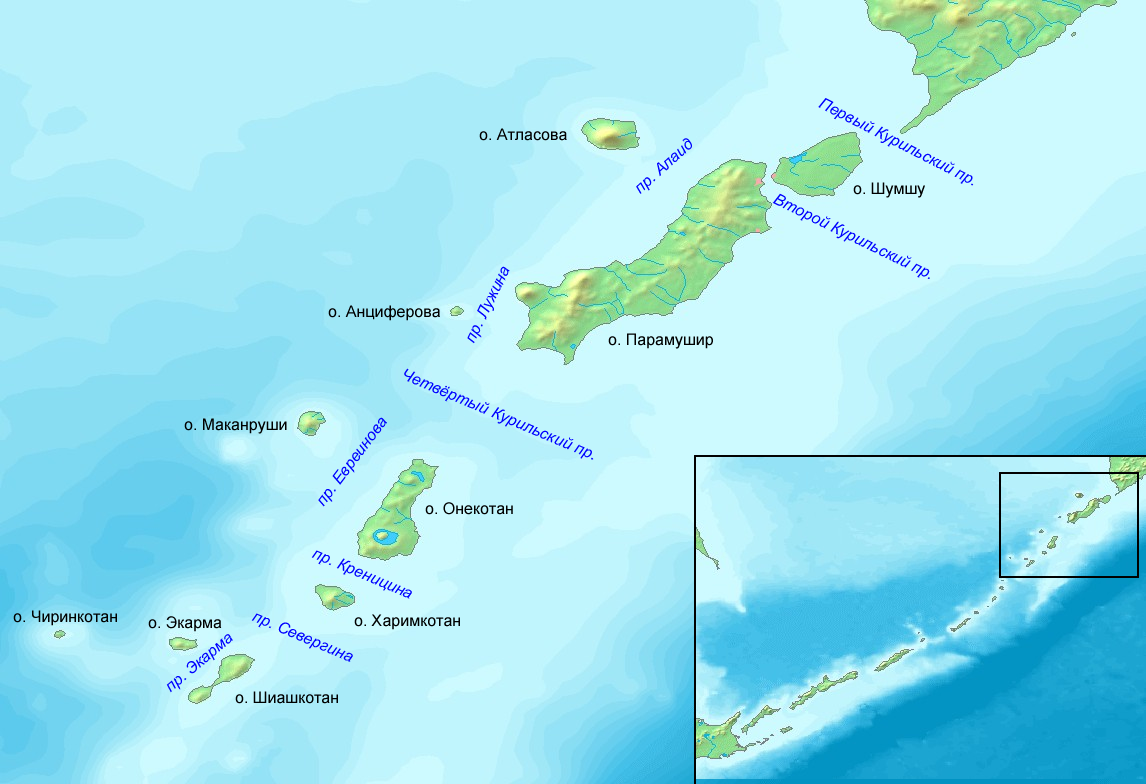
Карта расположения Четвёртого Курильского пролива

На берегах пролива выделяются мысы Васильева, Капустный (Парамушир), Кимберлей, Иван-Малый (Онекотан), Полуночный (Маканруши). В пролив впадают река Большая, ручьи Форельный, Кривой, Носков, Скальный, Пологий. На северном побережье встречаются подводные и надводные камни. В северной части пролива расположен залив Васильева. У берегов Парамушира в проливе находятся скалы Пенистые и скалы Хмырь, у берегов Онекотана скала Ясной Погоды. В северной части Четвёртый Курильский пролив соединяется с проливом Лужина, а в южной части с проливом Евреинова.
Средняя величина прилива по берегам пролива 1,0 м.
Назван по расположению с севера среди проливов Курильской гряды.
Берега пролива не заселены. На крайней южной оконечности Парамушира с момента вхождения острова в состав СССР действует метеостанция «мыс Васильева». Согласно её данным именно в этом проливе зафиксирована рекорд скорости ветра для всего Курильского архипелага, достигающий 230 км/час. Крайне жёсткий ветровой режим затрудняет навигацию.

## См.также
- Курильские проливы